# Norops antonii
Norops antonii är en ödleart som beskrevs av  George Albert Boulenger 1908. Norops antonii ingår i släktet Norops och familjen Polychrotidae. Inga underarter finns listade i Catalogue of Life.